# Arthur Montefiore Brice
Pour les articles homonymes, voir Brice.
Arthur John Hallam Montefiore Brice (Catherston Leweston (Dorset), 27 juin 1859 - Tewkesbury, 6 janvier 1927) est un explorateur, écrivain et biographe britannique.

## Biographie
Fils d'un pasteur, il fonde le Educational Review et voyage en Asie, aux États-Unis, en Amérique du Sud, en Océanie et en Arctique.
Secrétaire de Frederick George Jackson lors de son exploration de l'Archipel François-Joseph (1894-1897), on lui doit de nombreux articles dans la presse britannique.
Il devient par la suite avocat.
Il meurt en 1927 lors d'une opération chirurgicale.

## Œuvres
- Florida and the English, 1889
- Leaders Into Unknown Lands: Being Chapters of Recent Travel, 1891
- The Isle of Thanet with Historical and Descriptive Notes, 1893
- David Livingstone his labours and his legacy, 1894
- Reginald Heber, Bishop of Calcutta, Scholar and Evangelist, 1894
- The Great Frozen Land (Bolshaia Zemelskija Tundra): Narrative of a Winter Journey across the Tundras and a Sojourn (avec Frederick George Jackson), 1895
- Notes on the Samoyads of the Great Tundra (avec Frederick G. Jackson), 1895
- 'The Jackson-Harmsworth Polar Expedition, Geographical Journal, Tome. VIII, décembre 1896
- St. Helena: Old and New, 1901
- New Ways with Old Acres, 1908
- The Law of Misrepresentation in Relation to Limited Liability Companies, 1912
- Henry M. Stanley: The African Explorer, 1923
- The Law Relating to the Architect, 1925
- Look upon the prisoner: studies in crime, (avec Alexander Cairns), 1928

## Hommage
L'île Brice a été nommée en son honneur.